# Lijst van oorlogsmonumenten in Hilvarenbeek
De Nederlandse gemeente Hilvarenbeek heeft verschillende oorlogsmonumenten. Hieronder een overzicht:
| Nr.  | Object                                                   | Herdachte groep                            | Ontwerper                   | Onthulling      | Type            | Locatie                                                             | Plaats          | Coördinaten                   | Foto                            |
| ---- | -------------------------------------------------------- | ------------------------------------------ | --------------------------- | --------------- | --------------- | ------------------------------------------------------------------- | --------------- | ----------------------------- | ------------------------------- |
| 943  | Oorlogsmonument                                          | geallieerde militairen, burgerslachtoffers | Louis de Groot (16-06-1949) | 3 oktober 1994  | plaquette       | Kerksingel 16, 5087 BT                                              | Diessen         | 51° 28' 31" NB, 5° 10' 33" OL | Oorlogsmonument                 |
| 944  | Feniks                                                   | burgerslachtoffers                         | Jacques Kreykamp            | 9 oktober 1960  | beeld/sculptuur | Vrijthof 1, 5081 CA                                                 | Hilvarenbeek    | 51° 29' 6" NB, 5° 8' 10" OL   | Feniks                          |
| 1226 | Monument op landgoed Gorp en Roovert                     | burgerslachtoffers, verzet Nederland       |                             |                 | overig          | landgoed Gorp en Roovert                                            | Hilvarenbeek    | 51° 28' 30" NB, 5° 3' 59" OL  | Meer afbeeldingen               |
| 3281 | Monument voor Franse militairen                          | geallieerde militairen                     |                             |                 | kruis           | Kerksingel 1, 5087 BT                                               | Diessen         | 51° 28' 31" NB, 5° 10' 33" OL | Monument voor Franse militairen |
| 3381 | Joods monument                                           | vervolgden Nederland                       |                             | 6 juli 2008     | gedenkbank      | Alidapad, 5081 EJ                                                   | Hilvarenbeek    | 51° 28' 48" NB, 5° 7' 55" OL  | Joods monument                  |
| 3752 | Sint-Joris en de Draak                                   | verzet Nederland                           |                             |                 | gedenksteen     | Biestsestraat 1, 5084HC                                             | Biest-Houtakker | 51° 30' 14" NB, 5° 9' 40" OL  | Sint-Joris en de Draak          |
|      | Zwerfkei voor Alan Rogers, Frank Wardle en Harry Kershaw | geallieerde militairen                     |                             | 26 oktober 2022 | gedenksteen     | Roovert, bij de bosrand links bij de parkeerplaats Roovertse Bergen | Hilvarenbeek    | 51° 28' 47" NB, 5° 6' 1" OL   |                                 |
|      | Stolpersteine                                            | vervolgden Nederland                       | Gunter Demnig               |                 | plaquette       | Zie Stolpersteine in Hilvarenbeek                                   | Hilvarenbeek    |                               |                                 |

Alphen-Chaam ·
Altena ·
Asten ·
Baarle-Nassau ·
Bergeijk ·
Bergen op Zoom ·
Bernheze ·
Best ·
Bladel ·
Boekel ·
Boxtel ·
Breda ·
Cranendonck ·
Deurne ·
Dongen ·
Drimmelen ·
Eersel ·
Eindhoven ·
Etten-Leur ·
Geertruidenberg ·
Geldrop-Mierlo ·
Gemert-Bakel ·
Gilze en Rijen ·
Goirle ·
Halderberge ·
Heeze-Leende ·
Helmond ·
's-Hertogenbosch ·
Heusden ·
Hilvarenbeek ·
Laarbeek ·
Land van Cuijk ·
Loon op Zand ·
Maashorst ·
Meierijstad ·
Moerdijk ·
Nuenen, Gerwen en Nederwetten ·
Oirschot ·
Oisterwijk ·
Oosterhout ·
Oss ·
Reusel-De Mierden ·
Roosendaal ·
Rucphen ·
Sint-Michielsgestel ·
Someren ·
Son en Breugel ·
Steenbergen ·
Tilburg ·
Valkenswaard ·
Veldhoven ·
Vught ·
Waalre ·
Waalwijk ·
Woensdrecht ·
Zundert